# گفرس
شهر گفرسدر ایالت بایرن در کشور آلمان واقع شده‌است.